# Орден Суворова
Це стаття про орден СРСР. Про державну нагороду Російської Федерації див.: Орден Суворова (Російська Федерація).
О́рден Суво́рова — радянська військова нагорода часів німецько-радянської війни. Заснований Указом Президії Верховної Ради СРСР від 29 липня 1942 року, одночасно з орденами Кутузова й Олександра Невського. Надалі статут ордена був доповнений Указом Президії Верховної Ради СРСР від 8 лютого 1943 року, а до опису ордена внесені часткові зміни і доповнення Постановою Президії Верховної Ради СРСР від 30 вересня 1942 року і Указом Президії Верховної Ради СРСР від 19 червня 1943 року.
Орденом Суворова нагороджувалися командири Червоної Армії за видатні успіхи в справі управління військами, відмінну організацію бойових операцій і проявлені при цьому рішучість і наполегливість в їх проведенні, внаслідок чого була досягнута перемога в боях за Батьківщину у Вітчизняній війні.

## Статус
Орден має три ступені. Вищим є I ступінь.
- I — нагороджувалися командувачі фронтами і арміями, їхні заступники, начальники штабів, начальники оперативних управлінь і оперативних відділів і начальники родів військ (артилерія, повітряних сил, бронетанкових і мінометних) фронтів і армій.
- II — нагороджувалися командири корпусів, дивізій і бригад, їхні заступники і начальники штабів.
- III — нагороджувалися командири полків, батальйонів і начальники штабів полків.

Крім того, Указом Президії Верховної Ради СРСР від 8 лютого 1943 року було встановлено, що орденом Суворова III ступеня можуть також нагороджуватися командири рот.

## Описання ордена
Знак ордена Суворова I ступеня виготовляється з платини, II ступеня — із золота, III ступеня — з срібла, та має форму опуклої п'ятикутної зірки, поверхня якої виконана у вигляді променів, що розходяться. В середині зірки, в обідку, золоте коло, покрите темно-сірою емаллю з червоною емалевою смужкою у верхній частині кола і червоною емалевою зірочкою в середині верхнього променя зірки, з написом у верхній частині по колу золотими літерами «АЛЕКСАНДР СУВОРОВ». Нижня частина кола облямована золотим лавро-дубовим вінком. В центрі кола розташовано накладне золоте поліроване погрудне рельєфне зображення Суворова (з гравюри 1818 року роботи художника Уткина Н. І.).
Напис «АЛЕКСАНДР СУВОРОВ» на орденах II і III ступенів виконується червоною емаллю. Емалева червона зірочка у верхньому промені зірки у ордена другого і третього ступеня відсутня. Розмір ордена між вершинамі зірки, що протилежать, — 56 мм. Платинового вмісту в ордені першого ступеня — 28,995 г, золотого — 8,84 г, срібного — 9,2 г. Загальна вага ордена — 41,8±1,8 г.
Знак ордена Суворова II ступеня виготовляється із золота. Круг в середині зірки, зображення Суворова і вінок виготовляються зі срібла. Золотого вмісту в ордені другого ступеня — 23,098 г, срібного, — 12,22 г. Загальна вага ордена — 29,2±1,5 г.
Знак ордена Суворова III ступеня виготовляється цілком зі срібла. Срібний круг, розташований в середині зірки, рельєфне зображення Суворова і лавро-дубовий вінок внизу круга на ордені виготовляються оксидованими. Срібного вмісту в ордені третього ступеня — 22,88 г. Загальна вага ордена — 25,3±1,5 г.
Другий і третій ступінь ордена виготовляються зменшеного розміру — 49 мм між вершинами зірки, що протилежать.

## Історія
Рішення про заснування орденів спеціально для нагородження воєначальників було затверджене в червні 1942 року, в дні важких боїв на півдні СРСР, коли Радянські війська під ударами німців відкатувалися до Дону і Волги, а обложений Севастополь був вже приречений. Заснування знов створених «полководницьких» орденів відбулася наступного дня після підписання знаменитого наказу Верховного Головнокомандувача № 227 від 28 липня 1942 року «Ні кроку назад!» Майбутні успіхи командирів Червоної Армії необхідно було заохочувати. Тому вирішили відійти від традиційної для СРСР системи нагородження, по якій будь-яким орденом міг бути нагороджений будь-який представлений до нагороди: червоноармієць, командир, маршал або цивільна людина. За задумом нові ордени можна було отримати, тільки займаючі відповідну посаду. Спочатку, як спрощений варіант, пропонувалося для цих цілей заснувати орден Червоного Прапора з мечами.
Були і інші варіанти, але у результаті вирішили дати новим орденам імена великих полководців.
Автором проєкту ордена Суворова став архітектор Центрального військово-проєктного інституту Петро Скокан. Проєкт Скокана був затверджений приймальною комісією 21 липня 1942 року. За пропозицією фахівців Монетного Двору до первинного проєкту були внесені деякі зміни. Знаки другим і третім ступенем зменшили на 7 мм в порівнянні з першим ступенем, а на верхньому промені першого ступеня помістили червону емалеву зірочку. Ці зміни були узаконені Указом від 30 вересня 1942 року.

## Нагородження
Перше нагородження орденом Суворова I ступеня було проведено Указом Президії Верховної Ради СРСР від 28 січня 1943 року. Цим Указом за уміле і мужнє керівництво бойовими операціями і за досягнуті в результаті цих операцій успіхи в боях з німецько-фашистськими загарбниками орденом Суворова I ступеня було нагороджено 23 людини з числа генералів і маршалів.
У числі нагороджених орденом Суворова I ступеня були представники Ставки Верховного Головнокомандування Маршал Радянського Союзу Георгій Жуков (знак ордена № 1), генерал армії Василевський О. М. (знак ордена № 2), маршал артилерії Воронов М. М. (знак ордена № 3).
Також були нагороджені командувач Волховськім фронтом генерал армії Мерецков К. А., командувач Південно-західним фронтом генерал-полковник Ватутин М. Ф., командувач Ленінградським фронтом генерал-полковник Говоров Л. О., командувач Воронезьким фронтом генерал-полковник Голіков П. І., командувач Сталінградським фронтом генерал-полковник Єременко А. І., командувач Донським фронтом генерал-полковник Рокоссовській К. К., командувач Південним фронтом генерал-лейтенант Малиновський Р. Я.; командувачі армій генерал-лейтенанти Батов П. І., Кузнецов В. І., Лелюшенко Д. Д., Масленніков І. І., Москаленко К. С., Попов М. М., Рибалко П. С., Толбухін Ф. І., Чистяков І. М., Чуйков В. І., Шумилов М. С. та інші.
Згодом багато видатних радянських воєначальників було повторно нагороджено орденом Суворова I ступеня. Так трьома орденами Суворова I ступеня нагороджені Маршали Радянського Союзу Єременко А. І., Соколовський В. Д., Чуйков В. І., головний маршал артилерії Воронов М. М., головні маршали авіації Вершинин К. А., Голованов А. Е., Новиков А. А., маршал бронетанкових військ Рибалко П. С., маршал артилерії Козаков В. И., генерали армії Батов П. І., Колпакчи В. Я., Лучинский А. А., генерал-полковник Гордов В. Н. (надалі репресований і в 1951 році страчений) та інші — всього понад 20 чоловік. Серед полків був нагороджений 106-й гвардійський артилерійський полк.
Перше нагородження орденом Суворова II ступеня відбулося Указом Президії Верховної Ради СРСР від 26 грудня 1942 року (це було взагалі перше нагородження орденом Суворова, незалежно від ступеня). Цим Указом був нагороджений командир 24-го танкового корпусу Південно-Західного фронту генерал-майор Баданов В. М. за проведення глибокого рейду по тилах противника з розгромом крупного аеродрому у станції Тацинська, з якого німці здійснювали постачання угрупування генерала Паулюса, оточеного під Сталінградом. Знищивши на аеродромі більше двохсот ворожих транспортних літаків, 84 танка і 106 гармат, а також більше 11 тисяч ворожих солдатів в п'ятиденному бою, корпус організовано повернувся з рейду. За цей подвиг Баданов став генерал-лейтенантом і кавалером ордена Суворова II ступеня № 1, а корпус був перетворений у 2-й гвардійський Тацинській ордена Леніна танковий корпус.
Першим кавалером ордена Суворова III ступеня став 3 лютого 1943 року (за іншими даними 8 лютого) майор Гаранин З. Н. Він був нагороджений орденом № 1 за завдання великих втрат переважним силам противника, уміло використовуючи тактичний досвід.
Усього за роки війни орден Суворова вручили 7267 разів (393 — I ступеня, 2862 — II ступеня, 4 012 — III ступеня), у тому числі 1528 винагород дісталися з'єднанням, частинам і установам Червоної Армії (3 — I ступеня, 676 — II ступеня, 849 — III ступеня).
Орден збережений в системі винагород Російської Федерації Постановою Верховної Ради РФ від 20 березня 1992 року № 2557-i, проте орден, як винагорода Російської Федерації, не має статусу і опису. У сучасній Росії ще не проведено жодного нагородження.